# مطار يونتان
مطار يونتان (المعروف أيضا باسم يوميتان وهو مطار مساعد) هو مطار عسكري سابق في أوكيناوا، وتقع قرية يوميتان، أوكيناوا على الساحل الغربي أوكيناوا. تم إغلاق المطار في يوليو 1996، وتسليمه إلى الحكومة اليابانية في كانون الأول عام 2006. واليوم هي مقر لمكتب قرية يوميتان، بما في ذلك الحقول المحيطة تم تحويلها لملاعب بيسبول، ومرافق خدمية.